# Georges Beschon
Georges Beschon, né le 28 juillet 1920 à Tours et mort pour la France le 29 octobre 1942 à Sarrebruck, fut un résistant français et un membre de Combat Zone Nord.
Très énergique, homme de terrain très actif, chaud partisan de la lutte armée, il s'impose comme l'un des patrons du groupe de Compiègne.
Arrêté par la Feldgendarmerie, le 3 mars 1942, il est emprisonné à Fresnes.
Déporté à la prison de Sarrebruck, en vertu du décret Nacht und Nebel, il meurt d'épuisement, le 29 octobre 1942.

## Sources
- Archives départementales de l'Oise.